# Liste des codes postaux canadiens débutant par B
| Flag of Canada | Codes postaux canadiens |    |    |    |    |    |    |    |    |    |    |    |    |    |    |       |    |
| \| NL \| NS \| PE \| NB \| QC \| QC \| QC \| ON \| ON \| ON \| ON \| ON \| MB \| SK \| AB \| BC \| NU/NT \| YT \| \| A \| B \| C \| E \| G \| H \| J \| K \| L \| M \| N \| P \| R \| S \| T \| V \| X \| Y \| |                         |    |    |    |    |    |    |    |    |    |    |    |    |    |    |       |    |
| NL | NS                      | PE | NB | QC | QC | QC | ON | ON | ON | ON | ON | MB | SK | AB | BC | NU/NT | YT |
| A | B                       | C  | E  | G  | H  | J  | K  | L  | M  | N  | P  | R  | S  | T  | V  | X     | Y  |

## Nouvelle-Écosse- 77RTA
Les codes B7* et B8* ne sont pas utilisés.
| B0A Non assigné                                                                           | B1A Glace Bay          | B2A North Sydney Centre-sud                                                      | B3A Dartmouth Nord                                                            | B4A Bedford Sud-est       | B5A Yarmouth    | B6A Non assigné               | B9A Port Hawkesbury |
| B0B Non assigné                                                                           | B1B Port Morien        | B2B Non assigné                                                                  | B3B Dartmouth Nord-ouest (Burnside)                                           | B4B Bedford Northwest     | B5B Non assigné | B6B Non assigné               | B9B Non assigné     |
| B0C Nord du Comté de Victoria (Dingwall (en))                                             | B1C Louisbourg         | B2C Iona                                                                         | B3C Non assigné                                                               | B4C Lower Sackville Sud   | B5C Non assigné | B6C Non assigné               | B9C Non assigné     |
| B0E Ouest de l'Île du Cap-Breton (Baddeck)                                                | B1E Reserve Mines      | B2E Loch Lomond                                                                  | B3E Porters Lake                                                              | B4E Lower Sackville Ouest | B5E Non assigné | B6E Non assigné               | B9E Non assigné     |
| B0G Non assigné                                                                           | B1G Dominion           | B2G Antigonish                                                                   | B3G Eastern Passage                                                           | B4G Lower Sackville Nord  | B5G Non assigné | B6G Non assigné               | B9G Non assigné     |
| B0H Région de Canso (Havre-Boucher)                                                       | B1H New Waterford      | B2H New Glasgow                                                                  | B3H Halifax Bas du havre                                                      | B4H Amherst               | B5H Non assigné | B6H Non assigné               | B9H Non assigné     |
| B0J Sud de la Municipalité régionale d'Halifax et est de la rive continentale (Lunenburg) | B1J East Bay (en)      | B2J Fourchu                                                                      | B3J Halifax Centre du havre Gouvernement provincial de la Nouvelle-Écosse     | B4J Non assigné           | B5J Non assigné | B6J Non assigné               | B9J Non assigné     |
| B0K Sud du Détroit de Northumberland (Pictou)                                             | B1K Marion Bridge      | B2K Non assigné                                                                  | B3K Halifax Haut du havre Forces canadiennes (Direction des Forces maritimes) | B4K Non assigné           | B5K Non assigné | B6K Non assigné               | B9K Non assigné     |
| B0L Isthme de Chignectou (River Hebert)                                                   | B1L Sydney Sud-ouest   | B2L Non assigné                                                                  | B3L Halifax Centre                                                            | B4L Non assigné           | B5L Non assigné | B6L Truro Comté de Colchester | B9L Non assigné     |
| B0M Cobequid Bay rive nord (Springhill)                                                   | B1M Sydney Est         | B2M Non assigné                                                                  | B3M Halifax Bedford Basin                                                     | B4M Non assigné           | B5M Non assigné | B6M Non assigné               | B9M Non assigné     |
| B0N Nord Municipalité régionale d'Halifax et Comté de Hants (Shubenacadie)                | B1N Sydney Nord        | B2N Truro Centre                                                                 | B3N Halifax Centre-sud                                                        | B4N Kentville             | B5N Non assigné | B6N Non assigné               | B9N Non assigné     |
| B0P Comté de Kings (Kingston)                                                             | B1P Sydney Centre-nord | B2P Non assigné                                                                  | B3P Halifax Nord-ouest                                                        | B4P Wolfville             | B5P Non assigné | B6P Non assigné               | B9P Non assigné     |
| B0R Ouest du Comté de Lunenburg (Nouvelle-Écosse) (New Germany)                           | B1R Sydney West        | B2R Waverley                                                                     | B3R Halifax Sud                                                               | B4R Coldbrook             | B5R Non assigné | B6R Non assigné               | B9R Non assigné     |
| B0S West Comté d'Annapolis (Middleton)                                                    | B1S Sydney Central     | B2S Lantz                                                                        | B3S Halifax Ouest (Bayers Lake / Clayton Park)                                | B4S Non assigné           | B5S Non assigné | B6S Non assigné               | B9S Non assigné     |
| B0T Municipalité régionale de Queens (Shelburne)                                          | B1T Christmas Island   | B2T Enfield / Fall River (YHZ)                                                   | B3T Lakeside                                                                  | B4T Non assigné           | B5T Non assigné | B6T Non assigné               | B9T Non assigné     |
| B0V Comté de Digby (Digby)                                                                | B1V North Sydney North | B2V Dartmouth Morris Lake Cole Harbour                                           | B3V Harrietsfield                                                             | B4V Bridgewater           | B5V Non assigné | B6V Non assigné               | B9V Non assigné     |
| B0W Sud-ouest continental (Clare/Yarmouth/Argyle/Barrington)                              | B1W Eskasoni           | B2W Dartmouth Centre-est (Portland Estates / Sud Woodside / Woodlawn)            | B3W Non assigné                                                               | B4W Non assigné           | B5W Non assigné | B6W Non assigné               | B9W Non assigné     |
| B0X Non assigné                                                                           | B1X Big Bras d'Or      | B2X Dartmouth Centre-nord                                                        | B3X Non assigné                                                               | B4X Non assigné           | B5X Non assigné | B6X Non assigné               | B9X Non assigné     |
| B0Y Non assigné                                                                           | B1Y Alder Point        | B2Y Dartmouth South Central (North Woodside)                                     | B3Y Non assigné                                                               | B4Y Non assigné           | B5Y Non assigné | B6Y Non assigné               | B9Y Non assigné     |
| B0Z Non assigné                                                                           | B1Z Non assigné        | B2Z Dartmouth Est (East Lawrencetown / Preston / Mineville / Upper Lawrencetown) | B3Z Tantallon                                                                 | B4Z Non assigné           | B5Z Non assigné | B6Z Non assigné               | B9Z Non assigné     |

## Sources
- Géographie - Trouver de l’information par région ou aire géographique, sur Statistique Canada.
- Google Maps (ici un exemple de recherche avec la région de tri d'acheminement B0C)